# Podborowo (powiat wolsztyński)
Podborowo (niem. Vorwerk Rodewald) – kolonia w Polsce położona w województwie wielkopolskim, w powiecie wolsztyńskim, w gminie Siedlec.
W latach 1975–1998 miejscowość administracyjnie należała do województwa zielonogórskiego.